# Comuna Iasnohorod, Dzerjînsk
Iasnohorod (în ucraineană Ясногородська сільська рада) este o comună în raionul Dzerjînsk, regiunea Jîtomîr, Ucraina, formată din satele Iasnohorod (reședința), Monastîrok și Sîneava.

## Demografie
Componența lingvistică a satului Iasnohorod
     Ucraineană (98,79%)
     Rusă (1,21%)
Conform recensământului din 2001, majoritatea populației satului Iasnohorod era vorbitoare de ucraineană (98,79%), existând în minoritate și vorbitori de rusă (1,21%).